# 아워 레이디 피스
아워 레이디 피스(Our Lady Peace, OLP)는 캐나다 온타리오주 토론토 출신 록 밴드이다. 전 세계적으로 500만 장 이상의 음반 판매고를 올렸다.

## 역사
아워 레이디 피스는 "애즈 이프"(As If)라는 이름으로 1992년 캐나다 토론토에서 결성되었다. 결성 당시 멤버는 마이크 터너(리드 기타), 마이클 메이다(리드 보컬), 짐 뉴웰(드럼), 폴 마틴(베이스)이었다. 몇 번의 공연을 연 이후 폴 마틴은 밴드를 탈퇴하였고, 크리스 어크렛이 오디션을 통해 새로운 베이시스트로 채용되었다. 이들은 음악 세미나를 통해 만난 프로듀서 아놀드 래니와 함께 그의 스튜디오에서 음반 작업을 하게 되었다. 얼마 후에는 밴드의 이름을 "아워 레이디 피스"로 바꾸었으며, 마이클 메이다는 레인 메이다라는 이름으로 활동하기 시작하였다. 또한 제작 도중에 짐 뉴웰이 밴드를 탈퇴하였고, 얼마 후에 제러미 타가트가 새로운 드러머로 채용되었다.
1994년 데뷔 음반 《Naveed》가 소니 레코드를 통해 발매되었다. 싱글 〈Naveed〉와 〈Starseed〉가 좋은 성적을 거두었으며, 〈Starseed〉는 영화 《아마겟돈》 사운드트랙에 실리기도 하였다. 다음 음반 작업을 시작할 때 즈음 크리스 어크렛이 음악적 차이로 밴드를 탈퇴하였으며, 새로운 베이시스트로 덩컨 코츠가 밴드에 합류하였다. 두 번째 음반 《Clumsy》는 1997년 발매되었으며, 두 번째 싱글 〈Clumsy〉는 모던 록 트랙 차트 5위에 올랐다.
세 번째 음반 《Happiness... Is Not a Fish That You Can Catch》는 1999년에 발매되었으며, 싱글로는 〈Thief〉, 〈One Man Army〉, 〈Is Anybody Home?〉이 발매되었다. 밴드는 1999년 우드스톡 공연에 참여하기도 하였다. 2000년에는 레이 커즈와일(Ray Kurzweil)의 책 《The Age of Spiritual Machines》의 영향을 받아 만들어진 컨셉 음반 《Spiritual Machines》을 발표하였다. 2001년 말, 마이크 터너가 밴드를 탈퇴하였으며, 2002년 4월에 버클리 음악 대학 출신의 스티브 마주가 새로운 기타리스트로 발표되었다. 마이크 터너는 후에 밴드 페어 그라운드를 결성하였다.
다섯 번째 음반 《Gravity》는 2002년 발매되었으며, 첫 싱글 〈Somewhere Out There〉는 빌보드 핫 100 차트 44위, 모던 록 트랙 차트 7위에 오르며 성공을 거두었다. 2005년 7월 2일 아워 레이디 피스는 캐나다 배리에서 열린 라이브 8 콘서트에 참여하였으며, 같은 해 8월에 여섯 번째 음반 《Healthy in Paranoid Times》를 발매하였다. 2006년 11월에는 미발표곡 두 곡을 수록한 베스트 음반 《A Decade》를 발표하였다.

## 멤버
- 레인 메이다(Raine Maida) - 보컬
- 제러미 타가트(Jeremy Taggart) - 드럼
- 덩컨 코츠(Duncan Coutts) - 베이스
- 스티브 마주(Steve Mazur) - 리드 기타

### 이전 멤버
- 마이크 터너(Mike Turner) - 리드 기타
- 크리스 어크렛(Chris Eacrett) - 베이스
- 짐 뉴웰(Jim Newell) - 드럼

## 음반 목록
| 연도   | 음반명                                            | 순위   | 순위 |
| 연도   | 음반명                                            | 캐나다 | 미국 |
| ------ | ------------------------------------------------- | ------ | ---- |
| 1994년 | 《Naveed》                                        | -      | -    |
| 1997년 | 《Clumsy》                                        | 1      | 76   |
| 1999년 | 《Happiness... Is Not a Fish That You Can Catch》 | 1      | 69   |
| 2000년 | 《Spiritual Machines》                            | 10     | 81   |
| 2002년 | 《Gravity》                                       | 2      | 9    |
| 2003년 | 《Live》                                          | 5      | 112  |
| 2005년 | 《Healthy in Paranoid Times》                     | 2      | 45   |
| 2006년 | 《A Decade》                                      | -      | -    |